# Лекции по эстетике

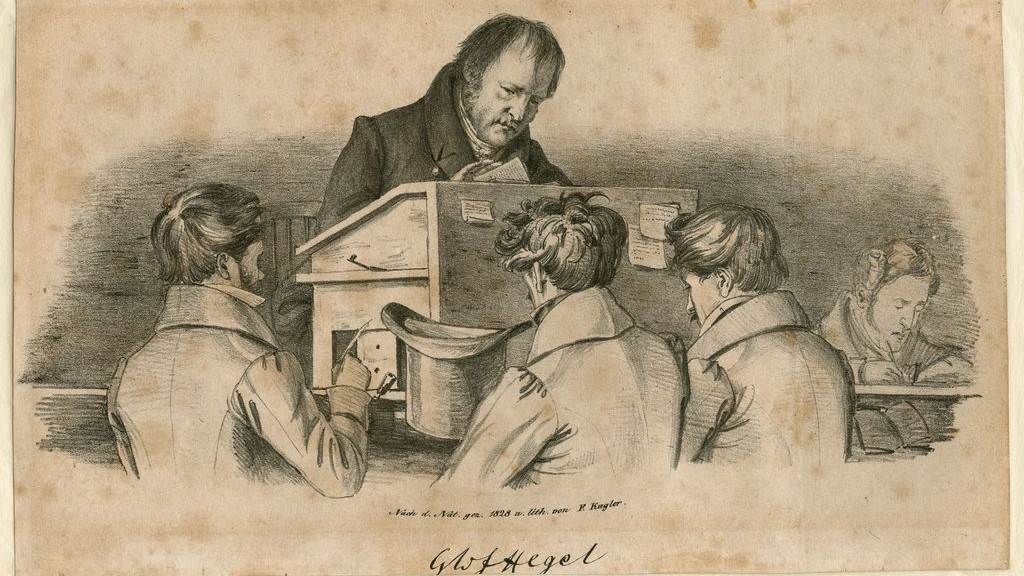

«Лекции по эстетике» — эстетические работы Гегеля были собраны и изданы учеником философа, Генрихом Густавом Гото на основе лекционных конспектов, подготовительных материалов и рукописей под общим названием «Лекций по Эстетике» (Vorlesungen über die Ästhetik). Впоследствии издание Гото, которое пользовалось неоспоримым авторитетом в философском сообществе на протяжении полутора столетий утратила эти позиции. Всего было издано четыре варианта записей лекции по эстетике разных лет.
Первый перевод Лекций по Эстетике на иностранный язык осуществил французский философ Шарль Бенар (Charles Magloire Bénard). Шарль Бенар издал «Лекции по Эстетике Гегеля» в пяти томах (1840—1852) под общим названием «Курса эстетики» (Cours d’esthétique). Это издание было переиздано Бенаром без изменений в 1860 году, однако, не полностью: он переиздал только третью часть под особым названием «Системы изящных искусств» (Système des Beaux-Arts).
Василий Модестов взял за основу своего русского перевода именно французское изложение Шарля Бенара. Перевод был издан в 1847—60 годах: первая и вторая части в 1847 году, а третья (состоящая из нескольких книг) в 1859—60. Перевод был также переиздан в 1869 году, но не полностью: была переиздана только третья часть произведения. Оба русских издания повторяли оба французских. Лишь в 1938—1958 годах появился первый перевод Гегеля выполненный с немецкого Б. Г. Столпнером. В 1968—1973 гг. вышел переработанный перевод «Эстетики» под редакцией и с предисловием М. Лифшица. Третье издание появилось совсем недавно (2007 г.) и представляет собой переиздание гегелевского труда под редакцией Б. Г. Столпнера 1938—1958 гг.

## История создания

### Лекционный курс
Впервые курс лекций по эстетике был прочитан Гегелем в 1817 году в Гейдельберге. Затем последовали ещё четыре курса по философии искусства — в зимнем семестре 1820/21, летних семестрах 1823 и 1826 гг., и, наконец, в зимнем семестре 1828/29 гг., что приходится на период преподавания Гегеля в Берлинском университете. Во время составления и разработки курса лекций по эстетике в Гейдельберге философ вел тетрадь, в которую вносил важные тезисы и комментарии к ним. Переехав в Берлин, Гегель начал вести новую тетрадь для подготовки к лекционным курсам по философии искусства, из года в год изменяя, дополняя и расширяя ранее разработанный им материал. Как отмечает А. Гетманн-Зиферт, в одном из писем своему коллеге Кройцеру Гегель выражал желание издать учебное пособие для студентов наподобие изданной ранее «Энциклопедии философских наук» . Однако этому не суждено было свершиться. Он неожиданно умер в расцвете сил в 1831 году, так и не успев написать и опубликовать труд по философии искусства.

### Первая публикация
После смерти Гегеля его ученики и единомышленники во главе с вдовой философа создали сообщество под названием «Друзья и покровители». Они поставили себе задачу издать сочинения Гегеля. За подготовку и редактирование записей для печати различных курсов лекций взялись его многочисленные ученики и последователи. Задача издания лекций по эстетике была поручена Генриху Густаву Гото. Через несколько лет усердной работы, в 1835 году выходит первый том «Лекций по эстетике, или философии искусства» под его редакцией. Затем публукуются ещё два тома. И того, к 1838 вышло первое полное издание лекций по эстетике Гегеля, а в 1842-45, редактор, сделав небольшие ремарки, выпускает в печать второе издания труда.

### Новый этап исследования
Новый этап исследований гегелевского философского наследия, в том числе и его эстетики, стартовал в начале XX века, когда Георг Лассон, изучив сохранившиеся собственноручные гегелевские манускрипты и сравнив их с опубликованными уже после смерти сочинениями философа, обнаружил довольно большое число неточностей и поставил задачу переиздать собрание сочинений, используя подлинники уцелевших собственноручных гегелевских планов лекций и сверяя записи лекций, сделанные его студентами, с напечатанными изданиями лекционных записей по соответствующим темам.
В 1931 году появился первый том лекций по эстетике под редакцией Лассона, содержащий введение и первую из трех частей, посвященную общим проблемам философии искусства. Лассон, избегая редакторских добавлений, сделал попытку передать текст эстетики максимально близко к тому, что было написано в гегелевских манускриптах и записях лекций, сделанных его учениками. Лассон и далее продолжал издательскую работу, руководствуясь принципом воссоздать наиболее полный курс по философии искусства, собрав воедино все имевшиеся к тому времени, то есть через 100 лет после смерти философа, конспекты самого Гегеля и конспекты его студентов, прослушавших курс лекций в разные годы.
Со смертью Лассона в 1932 году миссию по изданию томов собрания сочинений, который не успел выпустить редактор, взял на себя его коллега Йоханнес Хоффмайстер. Первоначально он продолжал работу, руководствуясь принципами Лассона. Однако как раз в это же время стали появляться в достаточно большом количестве прежде неизвестные студенческие рукописи разных курсов лекций Гегеля. Проделав кропотливую работу по проверке сохранившихся и имевшихся в его распоряжении записей лекций с изданиями XIX века, Хоффмайстер нашёл довольно большое количество ошибок и неточностей, вплоть до неверного написания одного слова вместо другого из-за неправильного прочтения и расшифровки рукописей первыми редакторами. Кроме того, ставшие доступными новые записи лекций студентов Гегеля, которых не было в распоряжении Гото и редакторов, впервые выпустивших после смерти философа его курсы лекций и по другим дисциплинам — по всемирной истории и по истории религий — способствовали тому, что обострился очень важный источниковедческий историко-философский вопрос, касающийся характера работы над лекционной частью Собрания сочинений Гегеля. Стало понятно, что наиболее верным и надежным в данной ситуации упорядочивающим основанием при работе над изданием курсов лекций может быть лишь хронологический принцип, а не стремление скомпоновать наиболее полный, на взгляд редактора, курс лекций. И вот тогда впервые было принято решение о публикации отдельных курсов за каждый год.

### Архив в Бонне
Совершенно иной по содержанию и интенсивности этап работы над переизданием собрания сочинений Гегеля начался в середине XX века. Это было связано с основанием гегелевского архива в Бонне в 1958 году. Среди его главных целей было сохранение философского наследия Гегеля, концентрация исследований в области гегелеведения и продолжение работы Хоффмайстера, умершего в 1955 году. В 1969 году архив был перемещен в город Бохум, где он находится и по сей день, пребывая под попечительством Рурского университета. Благодаря огромному количеству найденных в разных странах и собранных в архиве рукописей, принадлежащих не только Гегелю, но и его современникам, ученые получили возможность более тщательно исследовать его творчество. В основу нового планировавшегося критического издания собрания сочинений Гегеля был положен хронологический принцип (в издании Гото, в частности, он не был соблюден). Теперь на первый план выходила задача публикации лекций в наиболее полном виде с учётом всего имевшегося материала, сиситематизированного в хронологическом порядке.

### Последние исследования
В 1995 году под редакцией Г. Шнайдера были опубликованы в отдельном томе записи лекций по эстетике одного из студентов Гегеля в период 1820/1821 гг . Причем данный конспект не является своего рода «первоисточником» среди записей гегелевских лекций: опубликованная рукопись представляет собой переписанный набело конспект лекций, то есть Nachschrift. В 1998 году под редакцией А. Гетманн-Зиферт был издан вариант лекций Г. Гото, относящийся к 1823 году. В 2004 году вышли ещё два конспекта лекций по эстетике — 1826 года, первый под редакцией А. Гетманн-Зиферт и Б. Колленберг-Плотниковой (Mitschrift Hermann von Kehler), второй — под редакцией А. Гетманн-Зиферт и др.

## Содержание работы

### Об эстетике как о философии художественного творчества
В своих лекциях об эстетике, Гегель сразу исключает из предмета своего исследования прекрасное в природе. Ибо красота искусства является красотой, рождённой и возрожденной на почве духа, и насколько дух и произведения его выше природы и её явлений, настолько же прекрасное в искусстве выше естественной красоты. — пишет Гегель в «Введение» к своим лекциям. Для понимания этого тезиса, нужно рассмотреть всю философскую систему Гегеля и место природы в ней: природа ставится как антитеза абсолютного духа, его инобытие. Природа была сотворена духом и определена духом, она содержит в себе лишь необходимость и полную несвободу, когда дух, и человек — как последнее творение и самое высшее творение абсолютного духа, через которое дух проявляет себя в мире, содержит в себе свободу. Лишь в свободе художественное творчество впервые становится подлинным искусством, и оно лишь тогда разрешает свою высшую задачу, когда вступает в один общий круг с религией и философией и является только одним из способов осознания и выражения божественного, глубочайших человеческих интересов, всеобъемлющих истин духа.
...формально говоря, какая-нибудь жалкая выдумка, пришедшая в голову человеку, выше любого создания природы, ибо во всякой фантазии присутствует все же нечто духовное, присутствует свобода.Гегель. Лекции по эстетике
Философ не обделяет природу прекрасным, но при, этом говоря о прекрасном в природе, он всегда говорит о нём лишь как о рефлексе красоты. Эта красота не имеет полноты, и с субстанциальной точки зрения она сама содержится в духе. Также он говорит об отсутствии критериев красоты в природе, о том, что древние изучали природу уже на протяжении многих веков, создали науку, изучающую разные характеристики природы: геологию, химию, медицину, но никому не приходило в голову создать науку о прекрасном в природе.

### О цели искусства
В философии Гегеля говорится о том, что дух способен рассматривать сам себя, обладать мысленным сознанием о самом себе и обо всем том, что из него проистекает. Искусство и его произведения, возникнув из духа, сами носят духовный характер, но при этом содержат в себе чувственную видимость. Тем самым они одухотворяют чувственный материал. Исходя из этого, художественное произведение гораздо ближе к духу и его мышлению, нежели внешняя не одухотворенная природа.
Хотя создания искусства представляют собой не мысль и понятие, а развитие понятия из самого себя, его переход в чуждую ему чувственную сферу, все же сила мыслящего духа заключается в том, что он постигает самого себя не только в собственно своей форме, в мышлении, но узнает себя и в своем внешнем и отчужденном состоянии, в чувстве и чувственности, постигает себя в своем инобытии, превращая отчужденное в мысли и тем возвращаясь к себеГегель. Лекции по эстетике
Так как сущностью духа является мышление, он получает полное удовлетворение лишь только после постижения мыслью всех продуктов своей деятельности. Искусство не является высшей формой духа, но оно получает свое истинное предназначение в науке. Наука об эстетике призвана поставить искусство в один ряд с религией и философией.
Искусство призвано раскрывать истину в чувственной форме, изображать указанную выше примиренную противоположность и что оно имеет свою конечную цель в самом себе, в этом изображении и раскрытии.Гегель. Лекции по эстетике
Лишь искусство способно раскрыть истину в чувственной форме, тем самым примерив противоположность духа и материи. Достигается это тем, что в произведениях искусство дух и чувственная видимость образуют единство.

### О понятии прекрасного в искусстве
Степень совершенства произведения искусства определяется уровнем соответствия между идеей (содержанию) и его формой (существенным образным воплощением). Прекрасное в искусстве представлено в виде индивидуальной действительности, обладающей специфическим свойством являть через себя идею. Она представляет собой посредника между непосредственной чувственностью и идеализированной мыслью.
| «Прекрасное — чувственное явление, чувственная видимость идеи. Ибо в красоте чувственное и вообще объективное не сохраняет в себе никакой самостоятельности, а должно отказаться от непосредственности своего бытия, так как это чувственное есть лишь наличное бытие, объективность понятия, и положено как некая реальность, которая воплощает понятие как находящееся в единстве со своей объективностью» (Гегель. Т. XII. С. 115). |

В природе прекрасное ограниченно и конечно, поэтому оно — неадекватная форма воплощения идеи, так как идея бесконечна и свободна внутри себя. Прекрасен предмет, в котором идея проявилась наиболее полно. Для Гегеля понятие прекрасного оттеснено на второй план понятием истинного: чем глубже мыслит человек, тем менее ему нужно прекрасное; ныне человек научился мыслить абстрактно (на смену веку искусства пришёл век философии). В искусстве для Гегеля ценно только то, что дает возможность приблизиться к абсолютной идее. Содержанием идеи прекрасного, есть общечеловеческое, а формой его проявления в искусстве — художественное. Итак, Гегель считал, что наши представления о прекрасном социально обусловлены.

### Идея прекрасного в искусстве, или идеал
Предметом рассмотрения Гегеля становится идеал, как «переход идеи изящного в вещественное», поэтому идеал необходимо подразумевает вещественную форму. Идеал есть идея как действительность, получившая соответствующему своему понятию форму.
Лишь в высшем искусстве идея и воплощение подлинно соответствуют друг другу в том смысле, что образ идеи внутри себя самого есть истинный в себе и для себя образ, потому что само содержание идеи, которое этот образ выражает, является истинным.Гегель. Лекции по эстетике
В идеале идея и её формообразование как конкретная действительность были доведены до полной адекватности друг другу. Чем превосходнее в этом смысле становятся художественные произведения, тем более глубокими и внутренне истинными являются их содержание и мысль.

#### Развитие идеала в особенные формы прекрасного в искусстве
В соответствии с соотношением идеи и формы в произведении искусства — Гегель различает три его формы: символическую (идея слишком отвлечена от формы), классическую (идея находится в гармонией с формой) и романтическую (идея превосходит форму). Рассматривая понятие символа (отождествляемого со знаком) — он различает в нём «два термина»: смысл (понятие духа) и выражение (чувственное явление, образ). Отношение образа к значению (идее) приобретает форму сравнения, однако оно необходимо условно и произвольно. Символическая форма не является совершенно и характеризует искусство Древнего Востока. Символическую природу имеет мифология, которая не выражает адекватного представления о Боге. Вместе с тем — именно здесь и рождается искусство, которое есть выражение идеи всеобщего в чувственном образе.

## Структура первого русского издания
Произведение состоит из трех частей и было издано в пяти томах (аналогично французскому изложению Бенара):
Часть I. Идея изящного в искусстве или идеал. Т. 1. СПб. 1847.

Часть II. Переход идеала в частные формы, облекающие изящное в искусстве. Т. 2. СПб. 1847.

Часть III. Система отдельных искусств (Т. 3-5):

Т. 3: Архитектура, Скульптура, Живопись. Москва. 1859. (переиздана в Москве в 1869).
Т. 4: Музыка, Эпическая поэзия. Москва. 1860. (переиздана в Москве в 1869).
Т. 5: Поэзия лирическая и драматическая. Москва. 1860. (переиздана в Москве в 1869).

## Издания русских переводов вышедшие в XX в
- Гегель. Сочинения: в 14 т. : Т. 12: Лекции по эстетике, Кн 1 / Гегель; пер. Б. Г. Столпнера. — М., 1938. — 494 с.
- Гегель. Сочинения: в 14 т. : Т. 13: Лекции по эстетике, Кн 2 / Гегель; пер. Б. Г. Столпнера. — М., 1940. — 362 с.
- Гегель. Сочинения: в 14 т. : Т. 14: Лекции по эстетике, Кн 3 / Гегель; пер. П. С. Попова. — М., 1958. — 440 с.
- Гегель. Эстетика: в 4 т. — М.: Искусство, 1968—1973. (на основе перевода Б. Г. Столпнера и П. С. Попова).
- Гегель Г. В. Ф. Лекции по эстетике. — СПб.: Наука, 1999. — (Слово о сущем). Последнее стереотипное издание вышло в 2007. Текст соответствует изданию 1968—1973 годов.